# Мердавідж
Мердавідж (Мардавіз) ібн Зіяр (бл. 890 — 935) — нащадок стародавнього іранського шляхетного роду, засновник і перший правитель держави Зіяридів. Ім'я перекладається «Той, хто нападає» або «Той, хто хоробрий (відважний)». За його панування держава перебувала під сюзеренітетом багдадських халіфів. На піку розквіту володіння Мердавіджа включали, окрім прикаспійських областей, також і частину території західного Ірану.

## Правління
Належав до гілянцького роду, що сповідував зороастризм. Ймовірно народився у Дахелі близько 890 року. Старший син аристократа Зіяра з дейлемітів та доньки Тірдада і сестри Харусіндана з клану Шаханшахванд, шахів Гіляну. За іншою версією його мати належала до династії Падуспанідів. Виховувався у перському і гілянському дусі. Замолоду перейшов на службу алідського еміра Мохаммада ібн Зейда й напевне навернувся до шиїзму.
900 року під час вторгнення війська Саманідів до Табаристану і Гіляну перейшов на їх бік. 913 року приєднався до військ до армії Асфара ібн Шируї з Лахіджана, що перебував на службі алідського еміра Хасан ібн Алі. Брав участь у бойових діях проти іншого алідського еміра Хасана ібн Касима, який намагався захопити Табаристан й був особистим ворогом Мердавіджа через вбивство Харусіндана разом з 6 вождями гілянів і дейлемітів. До 917 року відзначився у захопленні міст Рей, Казвін і Зенджан. Асфар призначив Мердавіджа намісником Зенджана. 928 року остаточно було переможено ібн Касима, а державу Алідів — знищено. Також було відбито напад аббасидських військ.
У 928-930 роках спільно з Ширзадом ібн Шируї успішно воював проти Мухаммад бен-Мусафір, еміра Саларідів. Під час облоги ворожої столиці Таром перейшов на бік бен-Мусафіра, вбивши Ширзада та 26 провідних дейлемітів. Після цього захопив Казвін, але Асфар втік. В результаті Мердавідж став панувати в містах Рей, Казвін, Зенджан, Абхар, Кум і Кередж. В Аламуті захопив скарбницю Асфара. Але проти нього виступав дейлеміт Макан ібн Какі, колишній командувач Хасана ібн Касима, який зумів відвоювати Табаристан. Мерджавідж відступив до Ґоргану.
Протягом 931 року Мердавідж двічі бився з Маканом, якого зрештою переміг, захопивши Табаристан. За цим завдав поразки Асфару ібн Шируї, який загинув. Наслідком стало приєднання до володінь Мердавіджа Гамадану з навколишніми землями.  Потім він почав швидко захоплювати аббасидські володіння з містами Дінавар та Кашан. За цим зайняв Ісфаган, який оголосив своєю столицею. Разом з тим призначив брата Вушмгіра намісником в Амолі.

Володіння Мердавіджа (позначено жовтим кольором)

За цим став планувати захоплення Багдад, знищити халіфат, перенести столицю до Ктесифонту, де відновити Перську державу. Втім у 932 році вимушен був придушувати повстання Алі ібн Буї, що отаборився у Кереджі, але невдало. 933 року уклав мир із саманідським правителем Насром II, погодившися поступитися Горганом Саманідам і сплатити данину за своє володіння Реєм. За цим завдав поразки Гаруну, сину халіфа Мухаммада аль-Кагіра, захопив землі Лурестану, Пушт-Кух до Хузістану. При цьому змусив визнати свою владу Алі ібн Буї, що на той момент став правителем Фарсу. 934 року номінально визнав зверхність Ахмада ар-Раді, від якого отримав юридичне підтвердження своїх завоювань й титул еміра. Став карбувати власну монету з ім'ям халіфа.
Потім Мердавідж замовив виготовлення золотого трону, туніки та золотої тіари, яка мала таку ж форму, як тіара сасанідського шахиншаха Хосрова I. Але у січні 935 року його було вбито в лазні в Ісфагані власними гулямами Баджкамом і Тузуном, яких підкупив халіф. Після цього багато його військ на чолі із Баджкамом і Тузуном пішли на службу до Аббасидів, а деякі інші приєдналися до Алі ібн Буї. Табаристан захопив Вушмгір. Мердавіджа поховали в Гонбад-е-Мардавіз у місті Рей.